# Moțca
Moţca es una comuna ubicada en el distrito de Iași, Rumania.

## Superficie
Cuenta con una superficie de 35,70 kilómetros cuadrados.

## Demografía
Hasta 2021 la población era de 5086 habitantes, con una densidad de población de 142,5 habitantes por kilómetro cuadrado.